# Content Protection for Recordable Media
El CPRM (Content Protection for Recordable Media) es un sistema de cifrado de datos desarrollado por el grupo 4C (IBM, Intel, Matsushita y Toshiba). Su objetivo es asegurar que los discos DVD no puedan ser copiados a no ser que el dueño del contenido lo permita.
Una característica del sistema CPRM es que el descifraje del código necesita una clave propia del Hardware y un software descifrador específico.
Cada disco DVD grabable tiene un identificador único ID de 64 bits en la BCA, entre estos bits tiene un contador incremental que nos indica si el DVD se puede copiar o no.

## Cifrado del contenido
Para cifrar un contenido se requiere un software específico.
Para escribir un documento, el disco y el software han de ser compatibles y se han de identificar el uno al otro.
El software lee la información del identificador propio del disco (guardada en un lugar no estándar) y el contador incremental. El propio software cifra la información basándose en este identificador. El objeto cifrado es escrito como un archivo ordinario en el disco al igual que el archivo intermedio clave.

## Reproducción de contenidos cifrados
Los reproductores tienen que ser compatibles con el sistema CPRM.
El software lee el contador incremental y a partir del identificador del disco descifra el fichero clave intermedio, extrae la clave del documento y lo descifra para poder ser reproducido.

## Copia de la información
¿Qué pasa si se intenta copiar o mover la información cifrada de un disco a otro?
Si se copia la información cifrada de un disco a otro, se copia dicha información y el fichero clave. Por tanto el nuevo disco tendrá grabada la información cifrada y el fichero clave del disco original. Como esta clave no se corresponde con el identificador propio del disco, no podrá ser reproducido.
Para mover (como opuesto a copiar) información de un medio a otro, de un disco a otro, se necesita también un software especializado. 
Este software verifica si se pueden realizar copias o no de ese disco DVD.
En el caso de que sea posible (permitiendo solo ser guardado en otro medio protegido frente a la copia), el software recifra el contenido a partir del identificador del nuevo disco, incrementa el contador en el antiguo disco, genera una nueva clave del fichero clave con el nuevo valor del contador y reescribe el antiguo fichero clave, borrando la clave que permitíria ejecutar la vieja copia.

## Ventajas del sistema CPRM
No existe una única clave que robar, una clave que pueda descifrar todos los contenidos cifrados por este sistema. Existe una clave diferente para descifrar cada uno de los DVD CPRM. El sistema está basado en el llamado Cifrado de la Transmisión.

## Eficacia del sistema
CPRM es un sistema eficaz ante los usuarios medios que quieren segundas copias por algún motivo concreto.
Ante usuarios que utilicen herramientas Cracker, cualquier sistema que se base en software fracasa. La integración de CPRM en las computadoras no es efectiva ya que la información en algún momento existe descifrada en la computadora y los crackers pueden escribir programas que accedan a la computadora para aprovecharse de esto. El esquema resulta mucha más eficaz en reproductores de DVD o dispositivos mp3 donde no se puede ejecutar un software personalizado (no podemos acceder a los datos).
Por otro lado no se puede luchar ante la creación de hardware personalizado (discos DVD sin identificador, discos con el mismo identificador, etc.) que rompe el funcionamiento de este tipo de sistemas de cifraje.

## Situación de los proveedores de contenidos
Ante los múltiples fracasos tecnológicos en la lucha contra la piratería, las empresas proveedoras de contenido buscan las solución en las leyes. Se intentan patentar todos los algoritmos de cifrado y descifrado para que cualquier decodificador que sea crackeado incumpla la ley al igual que todo aquel que lo publique o facilite un enlace en una página web.
- Datos: Q1362187